# Arroyo Burbujeante

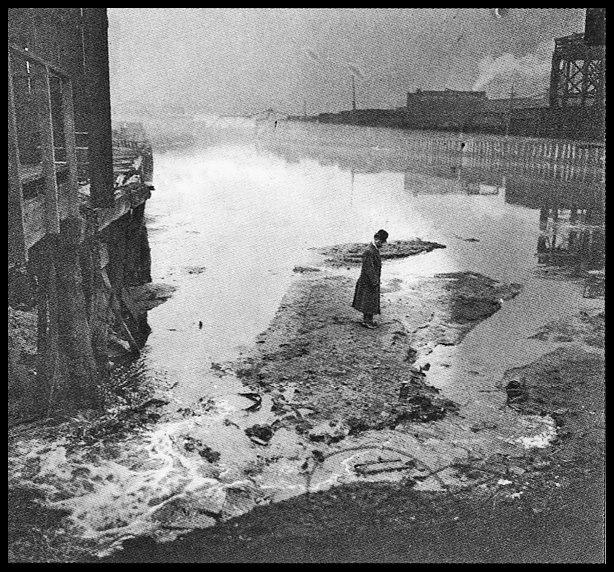
Un hombre parado sobre desechos derivados de mataderos en Bubbly Creek en Chicago en 1911.

Arroyo Burbujeante en inglés: "Bubbly Creek" es el sobrenombre dado al brazo sur de la rama sur del río Chicago. Discurre íntegramente dentro de la ciudad de Chicago, Illinois, Estados Unidos. Marca el límite entre las áreas comunitarias de la ciudad de Bridgeport y McKinley Park. El arroyo deriva su nombre de los gases que brotan del lecho del río debido a la descomposición de la sangre y las entrañas arrojadas al río a principios del siglo XX por las empresas empacadoras de carne locales que rodean Union Stock Yards directamente al sur del extremo del arroyo en Pershing Road . Upton Sinclair le dio notoriedad en su exposición sobre la industria empacadora de carne estadounidense titulada The Jungle.
Bubbly Creek se origina cerca de 38th Street, en la estación de bombeo de Racine Avenue del Distrito Metropolitano de Recuperación de Agua del Gran Chicago . Fluye generalmente en dirección norte por aproximadamente 6600 pies (2011,7 m), y se une con el Brazo Sur del Río Chicago.
El área que rodea Bubbly Creek era originalmente un humedal. Durante el siglo XIX, se dragaron canales para aumentar el caudal hacia el río Chicago y secar el área para aumentar la cantidad de tierra habitable en la ciudad de rápido crecimiento. South Fork se convirtió en una alcantarilla abierta para los corrales de ganado locales, especialmente los Union Stock Yards . Los frigoríficos arrojaron desechos, como sangre y vísceras, al río más cercano. El arroyo recibió tanta sangre y despojos que comenzó a burbujear metano y gas de sulfuro de hidrógeno de los productos de descomposición.

En 1906, el autor Upton Sinclair escribió La jungla, un retrato de la industria empacadora de carne de Estados Unidos, en el cual reflejó el estado de Bubbly Creek y describió lo siguiente:
"Bubbly Creek" es un brazo del río Chicago y forma el límite sur de los almacenes de Union Stock Yards; todo el drenaje de la milla cuadrada de plantas empacadoras desemboca en él, de modo que en realidad es una gran cloaca abierta de 100 o 2 pies de ancho. Un brazo largo es ciego y la suciedad permanece allí para siempre. La grasa y los productos químicos que se vierten en él sufren todo tipo de transformaciones extrañas, que son la causa de su nombre; está constantemente en movimiento como si enormes peces se alimentaran en él, o grandes leviatanes retozando en sus profundidades. Burbujas de gas carbónico suben a la superficie y estallan, y forman anillos de dos o tres pies de ancho. Aquí y allá la grasa y la suciedad se han solidificado y el arroyo parece un lecho de lava; las gallinas caminan por él, alimentándose, y muchas veces un extraño incauto ha empezado a cruzar caminando y ha desaparecido temporalmente. Los empacadores solían dejar el arroyo de esa manera, hasta que de vez en cuando la superficie se incendiaba y ardía furiosamente, y los bomberos tenían que venir a apagarlo. Sin embargo, una vez llegó un ingenioso extraño y comenzó a juntar esta porquería en barcazas para hacer manteca; entonces los empacadores tomaron la iniciativa y dieron una orden para que lo detuvieran, y luego la juntaron ellos mismos. Las orillas del "Bubbly Creek" están cubiertas de pelos, y los empacadores también los juntan y limpian.

## Situación Actual

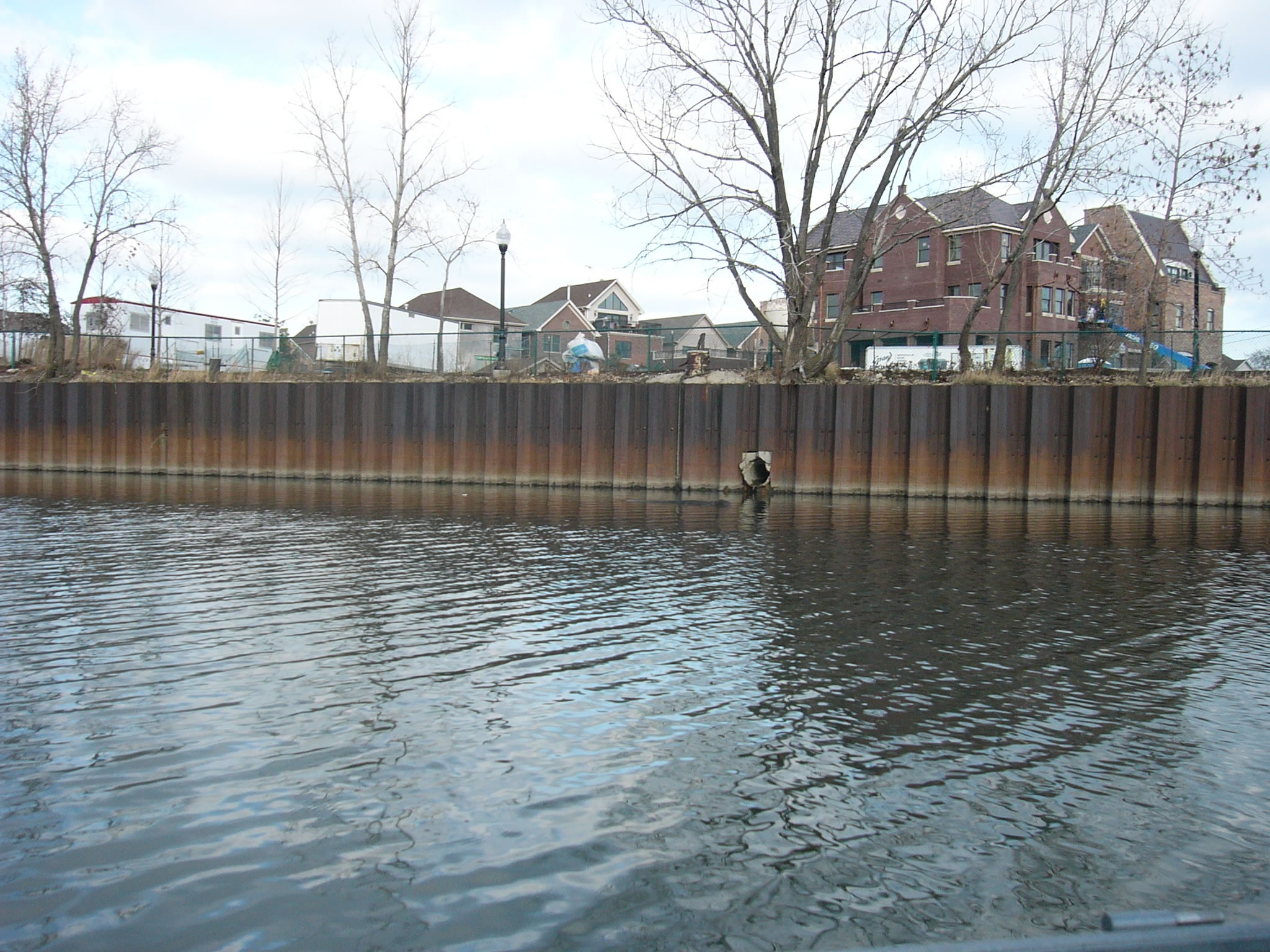
Bubbly Creek y Bridgeport Village

Posteriormente se rellenaron dos arroyos muy contaminados que se unieron para crear South Fork, pero sus cursos todavía se pueden ver hoy en la configuración de las calles y vías del ferrocarril de la zona.
El área ha estado cada vez más ocupada por desarrollos residenciales como Bridgeport Village; un programa para oxigenar el arroyo mediante la inyección continua de aire comprimido en el agua ha tenido un éxito limitado, aunque el olor del arroyo se ha reducido mucho. Algunos peces y vegetación han regresado en las últimas décadas.
Las zonas cercanas al arroyo han sido preparadas para usos recreativos, incluyendo parques, y se ha acordado un retroceso de 60 pies (18,3 m) entre los desarrolladores y la ciudad para permitir la remediación. Sin embargo, durante lluvias intensas, el Distrito Metropolitano de Recuperación de Agua del Gran Chicago sigue descargando millones de litros de aguas residuales en el arroyo estancado.
En 2007, la Ciudad de Chicago y el Cuerpo de Ingenieros del Ejército estaban considerando realizar un estudio de viabilidad de $2.65 millones para examinar opciones de restauración, lo que tendría implicaciones para el resto del sistema del río Chicago debido a los desafíos inusuales de Bubbly Creek. Las aguas del arroyo son en su mayoría estancadas, con poco flujo gravitacional; el estudio investigó varias posibilidades, incluida una corriente serpenteante en medio de un humedal, para restaurar un sistema oxigenado. El Cuerpo de Ingenieros del Ejército de los Estados Unidos había propuesto restaurar aproximadamente 44 acres (17,8 ha) de agua y tierras circundantes, en parte cubriendo el fondo del arroyo con 6 pulgadas (15 cm) de arena y 6 pulgadas (15 cm) de rocas. Se esperaba que el costo del proyecto de renovación fuera de $15.4 millones. En 2015, el proyecto se detuvo debido a la contaminación descubierta en los sedimentos del arroyo.
Una entidad privada ha inaugurado el Museo Marítimo de Chicago, un espacio dedicado a la preservación y celebración del rico patrimonio marítimo y fluvial de la ciudad. Ubicado en la calle 35, junto a Bubbly Creek, el museo ofrece una oportunidad única para explorar la historia marítima de Chicago y su conexión con el agua a través de exhibiciones, eventos y actividades educativas.